# Chapelle Notre-Dame-de-Foy d'Oizy
Pour les articles homonymes, voir Chapelle Notre-Dame et Notre-Dame.
La chapelle Notre-Dame-de-Foy ou chapelle Notre-Dame du Bon Secours est un édifice religieux catholique classé situé dans le village d'Oizy faisant partie de la commune de Bièvre en province de Namur (Belgique).

## Situation
La chapelle se situe dans la campagne, à environ 1 kilomètre l'est du village ardennais d'Oizy, entourée par ses deux grands tilleuls séculaires et située le long de la rue de la Chapelle au niveau d'un carrefour.

## Historique
La chapelle a  été édifiée en 1648, le site étant un lieu de pèlerinage vénéré depuis 1640. Elle est dédiée à la Vierge Marie représentée à la fois par Notre-Dame de Foy et par Notre-Dame du Bon Secours. L'abside à trois pans est ajoutée dans la seconde moitié du XVIIIe siècle et un porche de même hauteur est daté de 1821. La porte avec arc en plein cintre est surmontée d’un cartouche en bois peint où figure le chronogramme de 1878, date probable d’une restauration. Le 29 juillet 2018, le toit de la chapelle s'effondre au-dessus du chœur. La chapelle est restaurée en 2020 et les murs sont à nouveau chaulés et partiellement bardés d'ardoises sur deux côtés.

## Architecture
La chapelle a une longueur d'environ 15 mètres et une largeur approximative de 4 mètres. Elle possède une seule nef de deux longues travées construite en moellons de schiste d'Ardenne blanchis et comprend une abside à trois pans coupés aveugles et une toiture d'ardoises en écaille mais ne possède pas de clocheton comme sur la plupart des chapelles de la région.

## Site
Les deux tilleuls à grandes feuilles plantés contre la chapelle et l'encadrant de chaque côté ont une circonférence de 6,90 m et de 4,10 m et une vingtaine de mètres de hauteur. Une dizaine de mètres à l'arrière de la chapelle, se dresse une croix blanche surmontant un édicule blanchi.

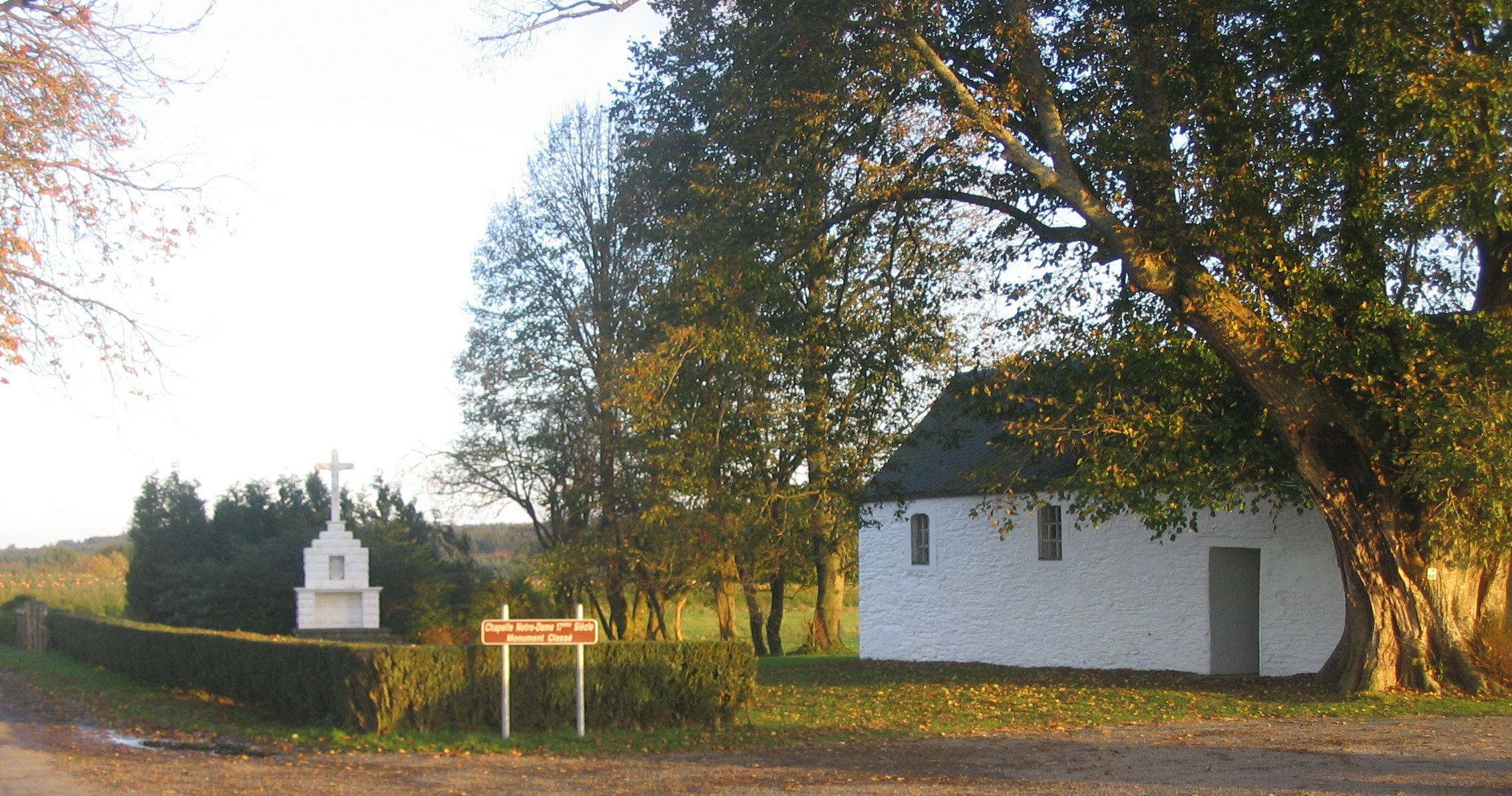

## Classement
L'ensemble formé par la chapelle de Foy-Notre-Dame, les deux tilleuls qui l'encadrent et les abords immédiats sont repris sur la liste du patrimoine immobilier classé de Bièvre depuis le 16 octobre 1975
.